# Vùng hành chính (Anh quốc)
Vương quốc Anh có 21 vùng hành chính, trong đó ở Anh có 9 vùng, ở Scotland có 10 vùng, toàn bộ Bắc Ireland là một vùng và toàn bộ xứ Wales là một vùng. Vùng hành chính chính là cấp đơn vị hành chính địa phương cao nhất ở vương quốc Anh. Các vùng này tồn tại ở Vương quốc Anh từ lâu, nhưng chỉ được thể chế hóa từ thập niên 1990 theo chính sách của Công Đảng.
Mỗi vùng hành chính ở Anh cũng đồng thời là các vùng của Liên minh châu Âu. Toàn bộ Scotland, toàn bộ Bắc Ireland, xứ Wales lần lượt là ba vùng Liên minh châu Âu.
Cấp hành chính ngay dưới các vùng hành chính ở vương quốc Anh không thống nhất. Đó có thể là các hạt (counties), huyện (districts) hoặc khu (unitary authorities).
Chín vùng hành chính ở Anh gồm
1. North West England
2. North East England
3. Yorkshire and Humber
4. East Midlands
5. West Midlands
6. East of England
7. Đại Luân Đôn
8. South East England
9. South West England

Mười vùng hành chính ở Scotland gồm
1. Scottish Borders
2. Central
3. Dumfries and Galloway
4. Fife
5. Grampian
6. Highland
7. Lothian
8. Orkney Island
9. Shetland Islands
10. Strathclyde
11. Tayside
12. Western Isles

1. ↑  Vùng để Liên minh châu Âu tiến hành điều tra thống kê và hỗ trợ tài chính.